# Dhananjayapura, Arsikere
Dhananjayapura là một làng thuộc tehsil Arsikere, huyện Hassan, bang Karnataka, Ấn Độ.